# Ursula Peysang
 (juillet 2017).
Ursula Peysang (née le 10 septembre 1953 à Mönchengladbach, morte le 27 août 1991 à Hanovre) est une chanteuse allemande.

## Biographie
Sous le nom d'Uschi P., elle sort en 1977 un Single Grünes Licht für Rock'n'Roll et a son plus grand succès avec le duo en compagnie de Henry Valentino Im Wagen vor mir qui passe dans les émissions de télévision ZDF Hitparade et Disco. Ils sortent ensuite Wenn du mich fragst, ich bin dabei, wir machen uns das schön – wir zwei.
Elle meurt le 27 août 1991 d'hépatite B, peu avant son 38e anniversaire.

## Discographie
Singles
- 1977 : Grünes Licht für Rock'n'Roll
- 1977 : Im Wagen vor mir (avec Henry Valentino).
- 1977 : Wenn du mich fragst, ich bin dabei, wir machen uns das schön – wir zwei (avec Henry Valentino).